# Dale E. Wolf

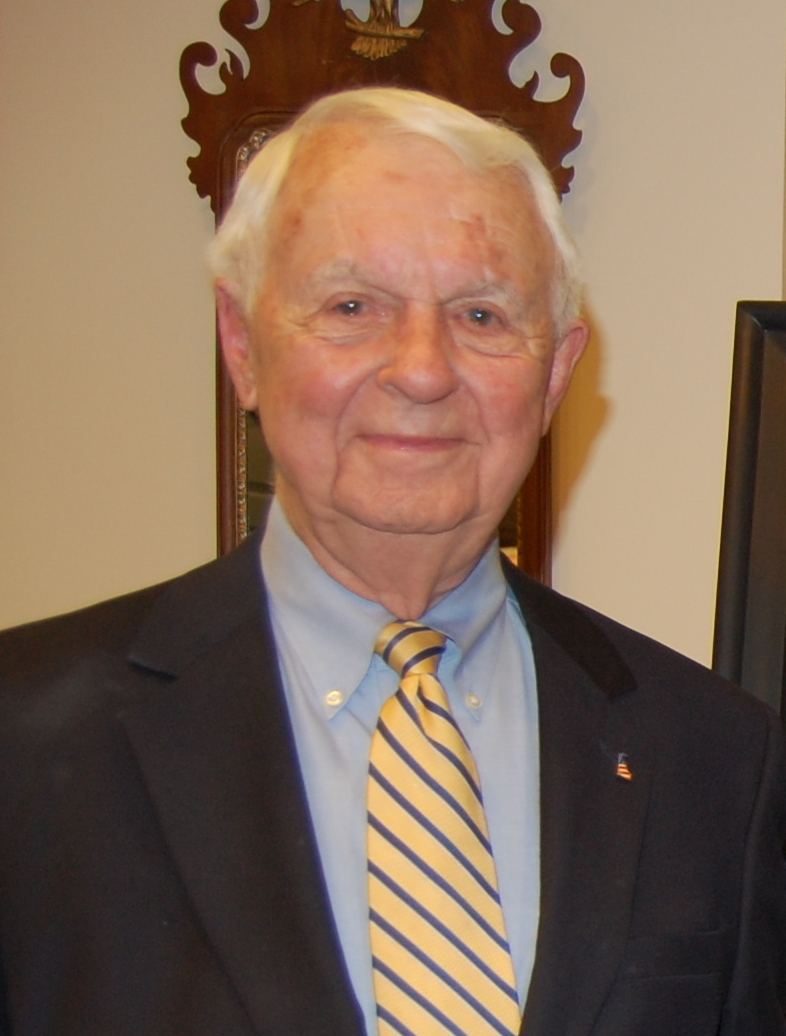
Dale E. Wolf, 2010

Dale Edward Wolf (* 6. September 1924 in Kearney, Nebraska; † 20. März 2021 in Wilmington, Delaware) war ein US-amerikanischer Politiker (Republikanische Partei). Er war von 1992 bis 1993 Gouverneur des Bundesstaates Delaware.

## Frühe Jahre und Aufstieg
Dale Wolf studierte an der University of Nebraska in Lincoln Landwirtschaft. Während des Zweiten Weltkriegs diente er als Leutnant in der US-Armee im pazifischen Raum. Nach dem Krieg studierte er noch an der Rutgers University, ehe er eine erfolgreiche Karriere in der Du Pont Company begann. Dort arbeitete er zuerst in der landwirtschaftlichen Forschungsabteilung. Später war er im Vorstand der pharmazeutischen Abteilung. Außerdem hatte er verschiedene Positionen in nationalen Vereinigungen der Agrarchemie inne.

## Politische Laufbahn
Im Jahr 1987 trat Wolf als Entwicklungsminister (Director of Development) in Delaware erstmals politisch in Erscheinung; ein Jahr später wurde er als Kandidat seiner Partei zum neuen Vizegouverneur gewählt. Damit war er ab 1987 Stellvertreter von Gouverneur Michael Castle. Als dieser am 31. Dezember 1992 von seinem Amt zurücktrat, um seinen neuen Sitz im US-Repräsentantenhaus einzunehmen, musste Wolf als sein Stellvertreter die restliche Amtszeit als Gouverneur beenden. Das waren in diesem Falle gerade einmal 20 Tage. Am 19. Januar 1993 übernahm dann der neugewählte Gouverneur Tom Carper dieses Amt.

## Weiterer Lebenslauf
Später leitete Wolf die Firma Daynel International, ein Beratungsunternehmen, das vor allem anderer Firmen über Geschäftsbeziehungen mit China beriet. Danach nahm Wolf noch verschiedene führende Positionen im Bereich der Agrarchemie ein. Außerdem war er sowohl Vorsitzender eines Rates zur Bekämpfung des Drogen- und Alkoholmissbrauchs in Delaware als auch Vorsitzender einer Organisation zur Verbesserung des Justizwesens in Delaware. Seit 1945 ist Wolf mit Clarice Elaine Marshall verheiratet, mit der er vier Kinder hat.

## Einzelnachweis
1. ↑  Dale Wolf, Delaware's three-week governor and former lieutenant governor, dies at 96

| Personendaten    | Personendaten                          |
| ---------------- | -------------------------------------- |
| NAME             | Wolf, Dale E.                          |
| ALTERNATIVNAMEN  | Wolf, Dale Edward (vollständiger Name) |
| KURZBESCHREIBUNG | US-amerikanischer Politiker            |
| GEBURTSDATUM     | 6. September 1924                      |
| GEBURTSORT       | Kearney, Nebraska                      |
| STERBEDATUM      | 20. März 2021                          |
| STERBEORT        | Wilmington, Delaware                   |